# Hierarchiczna pamięć
Hierarchiczna pamięć (HTM) – model uczenia maszyn opracowany przez Jeff Hawkinsa i Dileep George’a z firmy Numenta, Inc., który odzwierciedla strukturalne i algorytmiczne właściwości kory nowej (neocortex). Model ten używa podejścia podobnego do sieci bayesowskich. Model HTM jest oparty na teorii przewidywania opartego na pamięci – teorii działania mózgu opisanej przez Jeff Hawkinsa w jego książce Istota Inteligencji. Sieci HTM są uważane za bionaśladowcze modele wnioskowania o przyczynach.
Model ten jest podobny do pracy Tomaso Poggio i Davida Mumforda.

## Opis sieci HTM
Ta część jest podsumowaniem dokumentacji Numenty.

### Sieci neuronowe
Podczas gdy sieci neuronowe ignorują strukturę (hierarchie) i skupiają się na emulacji neuronów, sieci HTM skupiają się na budowie hierarchicznej a ignorują emulację neuronów.

## Implementacja
Idea HTM została użyta w naukowym wydaniu oprogramowania nazwanego „Numenta Platform for Intelligent Computing” (NuPIC). Aktualnie to oprogramowanie jest dostępne do ściągnięcia za darmo.
Ta implementacja jest napisana w C++ i Pythonie.

### Podobne modele
- Sieć bayesowska
- Sieć neuronowa

Podobnie jak w sieciach bayesowskich, HTM (Hierarchical Temporal Memory) składa się z kolekcji węzłów ułożonych w hierarchiczny kształt drzewa. Każdy węzeł w hierarchii odkrywa szereg przyczyn w wzorcach wejściowych i sekwencjach czasowych, które otrzymuje. Algorytm rewizji przekonań bayesowskich jest używany do propagacji przekonań w przód i wstecz od węzłów potomnych do rodzicielskich i odwrotnie. Jednak analogia do sieci bayesowskich jest ograniczona, ponieważ HTM może być samotrenowane (tak, że każdy węzeł ma jednoznaczną relację rodziną), radzi sobie z danymi czasowymi i zapewnia mechanizmy dla ukrytej uwagi.
Teoria hierarchicznej obliczeniowej kory oparta na propagacji przekonań bayesowskich została wcześniej zaproponowana przez Tai Sing Lee i Davida Mumforda. Podczas gdy HTM jest głównie zgodne z tymi pomysłami, dodaje szczegóły dotyczące obsługi niezmienności reprezentacji w korze wzrokowej.

### Oficjalne
- Numenta, Inc.
- OnIntelligence.org Forum, forum internetowe, dyskusje na powiązane tematy.
- Hierarchical Temporal Memory (prezentacja w Microsoft PowerPoint)

### Inne
- The Gartner Fellows: wywiad z Jeffem Hawkinsem przez Tom Austin, Gartner, Marzec 2, 2006
- Emerging Tech: Jeff Hawkins reinvents artificial intelligence by Debra D’Agostino and Edward H. Baker, CIO Insight, May 1, 2006
- „Putting your brain on a microchip” by Stefanie Olsen, CNet News.com, May 12, 2006
- „The Thinking Machine” by Evan Ratliff, Wired, March 2007
- Think like a human by Jeff Hawkins, IEEE Spectrum, April 2007
- Neocortex – Memory-Prediction Framework – Open Source Implementation with GNU General Public License
- Using Numenta’s hierarchical temporal memory to recognize CAPTCHAs. pembrokeballet.com. [zarchiwizowane z tego adresu (2012-09-15)]. by Yensy James Hall and Ryan E. Poplin, December 12, 2007
- Another type of Temporal Memory. pages.sbcglobal.net. [zarchiwizowane z tego adresu (2009-04-29)]. by Louis Savain, November 13, 2002